# Синериот Сирмијумски
Синериот Сирмијумски је ранохришћански мученик и светитељ, пострадао у 4. векау у Сирмијуму.
За време прогона хришћана од стране цара Максимијана Галерија (308-313.) избегао је из Сирмијума заједно са већином хришћана, а затим се вратио кући мислећи да је прошла опасност. 
Синерот је био баштован, који је повремено имао обичај да увече шета улицама града. Приликом једне од тих шетњи, сусрео је жену покривену велом и упитао је шта ради ноћу сама на улици, у не баш безбедно време за шетњу. Синерот јој је предбацио њезино одвише слободно понашање, а она се увредила и тужила га своме мужу. Он је читав случај предао на суд управнику покрајине. 
Сутрадан ујутру су га привели код градског префекта под оптужбом да је претходне ноћи пресрео и напао жену царског гардисте. Одмах су га упитали да ли је хришћанин и после очекиваног потврдног одговора одвели на губилиште.
Та иста жена царског гардисте је ,заједно са мужем, примила хришћанство и свог муза, након смрти у Аквилеји, донела у Сирмијум и сахранила у мартиријуму Светог Синерота.
Превод гробног натписа са оригинала: "Ја, Аурелија Аминија, подижем споменик свом мужу Флавију Санкту, царском телесном стражару из јединице посвећене Јовију (Јупитеру), који је живео педесет година и умро је у граду Аквилеји. Споменик подижем на гробљу блаженог мученика Синерота, а и за успомену на своју кћер која се звала Урсицина и поживела је три године."